# Lan Thương, Phổ Nhĩ
Huyện tự trị dân tộc Lạp Hộ Lan Thương (giản thể: 澜沧拉祜族自治县; phồn thể: 瀾滄拉祜族自治縣; Hán-Việt: Lan Thương Lạp Hộ/Hỗ tộc tự trị huyện; bính âm: Láncāng Lāhùzú Zìzhìxiàn; Tiếng Lạp Hộ: Laq Cha Lad Hof Ceol Ziq Ziq Sheq) là một huyện thuộc địa cấp thị Phổ Nhĩ, tỉnh Vân Nam, Cộng hòa Nhân dân Trung Hoa. Huyện này có diện tích 8.807 kilômét vuông, dân số năm 2003 là 470.000 người. Chính quyền huyện đóng ở trấn Mạnh Lãng.

## Phân chia hành chính
Về mặt hành chính, huyện này được chia thành 3 trấn, 11 hương và 7 hương dân tộc gồm:
- Trấn: Mạnh Lãng, Bố Doãn, Nhu Trát Độ
- Hương: Đại Sơn, Đông Hà, Đông Hồi, Lạp Ba, Mộc Kiết, Nam Lĩnh, Nhã Khẩu, Nhu Phúc, Phú Bang, Phú Đông, Trúc Đường.
- Hương dân tộc: An Khang Ngõa tộc, Huệ Dân Cáp Nê tộc, Khiêm Lục Di tộc, Phát triển Hà Cáp Nê tộc, Tuyết Lâm Ngõa tộc, Tửu Tỉnh Cáp Nê tộc, Văn Đông Ngõa tộc.